# EPC契約
EPC契約（EPCけいやく）は、設計エンジニアリング（Engineering）、調達（Procurement）、建設（Construction）を一括したプロジェクトとして設備建設工事を請負う契約方式。 
大規模で複雑なインフラストラクチャプロジェクトにおいて民間部門が建設作業を行うためになされるには最も一般的な契約形式。 
EPC契約では請負った業者は施設の操作を開始するために比喩として「キーを回す」だけで済むよう開発者に完成設備・施設を提供する義務があるため、EPC契約はターンキー建設契約と呼ばれることもある。 
プロジェクト・ファイナンスにおいて結ばれる主要な一契約であり、プロジェクト事業会社と建設請負会社（EPC Contractor）との間で締結される。 
請負業者は完成品設備を提供することに加えて保証された日付までに保証された価格でその設備を提供する必要があり、指定されたレベルまで遂行する必要がある。要件を順守できない場合、通常、請負業者は金銭的負債を負うことになる。 
EPC請負業者はすべての設計、調達、建設作業を調整し、プロジェクト全体が必要に応じて時間内に完成するように遂行するが、この契約では実際の現場作業を行う場合と行わない場合とがある。 
近年ではメガソーラーの建設などでEPC契約方式が増えている。 
このタイプの契約に使用される様々な略語があり、EPCC（engineering, procurement, construction and commissioning、エンジニアリング、調達、建設および試運転）、EPIC（engineering, procurement, installation & commissioning、エンジニアリング、調達、取付＆試運転）、LSTK（lump sum turn key）など。 EPICの使用は、FIDICやほとんどのペルシャ湾岸諸国などで一般的に使用され、LSTKの使用はサウジアラビア王国では一般的。 EPCCの使用は、カタールおよび他諸国で一般的で使用されている。 
エンジニアリングは以下のとおり。 
- 基礎設計
- 詳細設計
- 企画・計画
- 建設

調達は以下のとおり。 
- 物流と輸送
- 受取
- 調達
- 請求
- 購入

構築は以下のとおり。 
- 電気設備
- 機械設備
- 土木事業

コミッショニングは以下のとおり。 
- アフターサービス
- テストと試運転
- プラントの近代化

EPC、LSTK、EPCCはすべて同じタイプの契約である。この形式の契約は、 EPC / turnkeyというタイトルの単語を含めFIDIC（国際コンサルティングエンジニア連盟）シルバーブックに掲載されている。イニシャルEPCMも国際プロジェクトでも頻繁に使用されるが、これはEPCとは大きく異なっている。 EPCMはサービスのみの契約であり、その下で請負業者はエンジニアリング、調達、建設管理サービスを実行する。EPCM契約では、クライアントは、クライアントに代わってプロジェクト全体の管理サービスを提供する請負業者の選択がなされる。 